# Eudyptes pachyrhynchus
L'eudipte beccogrosso (Eudyptes pachyrhynchus G.R.Gray, 1845), detto anche pinguino dal becco grosso o pinguino del Fiordland, è un uccello della famiglia Spheniscidae.

## Descrizione
Pinguino di dimensioni medio-piccole, si riconosce per avere dorso e testa di colore grigio scuro, fino alla coda, con ventre e petto bianco. Il becco è massiccio, di colore arancione. Le zampe sono di colore rosa-arancione. Le penne alla base del becco e dietro l'occhio hanno la base bianca. Possiede un sopracciglio crestato giallo molto marcato. Il maschio è mediamente più grande della femmina, con becco più robusto.

## Distribuzione e habitat
Eudyptes pachyrhynchus nidifica su Stewart Island e sugli isolotti e scogli vicini, sull'isola di Solander e sulle coste sud-occidentali dell'Isola del Sud (Nuova Zelanda).

## Sistematica
Forma una superspecie con Eudyptes robustus e Eudyptes sclateri, alcuni autori li considerano sottospecie.